# Angelica Kauffmann
Maria Anna Angelika Katharina Kauffmann (Coira, Cantón de los Grisones, 30 de octubre de 1741-Roma, 5 de noviembre de 1807) fue una pintora suiza del periodo neoclásico centroeuropeo que se prodigó en el retrato. Fue una de las fundadoras de la Royal Academy of Arts de Londres.

## Biografía
Aunque nació en Coira, Suiza, creció en Schwarzenberg, en Vorarlberg (Austria), de donde era oriunda su familia. Su padre, Johann Josef Kauffmann, era pobre y un pintor mediocre, pero aparentemente muy bueno enseñando a su precoz hija. Gracias a su madre, Cleophea Lutz, aprendió varios idiomas y desde pequeña leía sin cesar y mostraba un destacado talento para la música. Pero destacó sobre todo con la pintura, al punto que, ya con doce años, su fama de buena pintora atrajo a obispos y nobles que posaban para ella. En 1754 su padre se la llevó con él a Milán, viajes a Italia que se repitieron posteriormente y de mayor duración: en 1763 y 1764 visitó Roma. De Roma marchó a Bolonia y Venecia, siendo festejada en todos los lugares a los que iba tanto por su talento como por su encanto personal. En agosto de 1764 Johan Winckelmann escribió desde Roma a su amigo Franke mencionando la excepcional popularidad de la pintora. Estaba entonces Kauffmann pintando su retrato, de medio cuerpo, del que también hizo un aguafuerte. Hablaba italiano además de alemán, dice Winckelmann; e igualmente se expresaba con facilidad en francés e inglés, de modo que fue muy conocida entre los británicos que visitaban Roma. «Puede considerársela bella», añade, «y cantando puede igualarse a nuestros mejores virtuosos».
Estando en Venecia, Lady Wentworth, la esposa del embajador británico, le pidió que la acompañase a Londres. Una de sus primeras obras fue un retrato de David Garrick, expuesto el año de su llegada en el «Gran salón del Sr. Moreing en Maiden Lane». La posición de Lady Wentworth le abrió las puertas de la alta sociedad inglesa a Kauffmann, que fue bien recibida en todas partes incluida la casa real británica.
Su amigo más fiel, sin embargo, fue el pintor sir Joshua Reynolds. En su cuaderno de notas, aparece con frecuencia el nombre de la pintora como Miss Angelica o Miss Angel, y en 1766 él la pintó, cumplido que ella devolvió con su Retrato de Sir Joshua Reynolds. Otra prueba de su cercanía a Reynolds se encuentra en su variación de la obra de Guercino titulada Et in Arcadia ego, un tema que Reynolds repitió unos años más tarde en su retrato de la Señora Bouverie y la Señora Crewe. 
Cuando, alrededor de noviembre de 1767, fue víctima de un engaño para casarla a escondidas con un aventurero que se hacía pasar por conde sueco (el Conde de Horn), Reynolds la sacó del embrollo. Debido a los buenos oficios de Reynolds, sin duda alguna, Kauffmann fue una de las fundadoras de la Royal Academy, estando entre quienes firmaron la famosa petición al rey para que estableciera una Academia Real de Pintura y Escultura. En su primer catálogo de 1769 ella aparece con «R. A.» después de su nombre (un honor que compartió con otra mujer, Mary Moser); y contribuyó con la pintura Entrevista de Héctor y Andrómaca y otras tres composiciones clásicas.
Su amistad con Reynolds fue criticada en 1775 por el académico Nathaniel Hone en su cuadro satírico El prestidigitador, en el que atacaba la moda del arte renacentista italianizante; se mofaba de Reynolds, y se apreciaba una caricatura de Kauffmann desnuda, que más tarde Hone repintó. La obra fue rechazada por la Royal Academy. 
Desde 1769 hasta 1782, exhibió sus pinturas en la exposición anual, enviando a veces hasta siete cuadros, generalmente con temas clásicos (Ariadna abandonada por Teseo) o alegóricos. Una de las más notables fue Leonardo expirando en los brazos de Francisco I, de 1778. En 1773 fue escogida por la Academia, con otros, para decorar la Catedral de san Pablo, y fue ella quien, con Biagio Rebecca, pintó la antigua sala de lectura de la Academia en Somerset House.
Sus mejores trabajos eran los de pintura de historia, la categoría más lucrativa dentro de la pintura académica del siglo XVIII. Bajo la dirección de Reynolds, la Academia hizo un gran esfuerzo para promocionar la pintura de historia entre un público, el inglés, que estaba más interesado en encargar y comprar retratos y paisajes. A pesar de la buena fama como pintora que Kauffmann disfrutaba en la sociedad inglesa y de su éxito como artista, se sentía frustrada por la relativa apatía que los ingleses sentían hacia la pintura histórica. Finalmente optó por dejar Inglaterra y marchar al continente donde este género era apreciado y mejor pagado.
Es probable que su fama decayera algo como consecuencia de su desafortunado primer matrimonio; pero en 1781, después de la muerte de su primer marido (del que estuvo separada durante largo tiempo), se casó con Antonio Zucchi (1728-1795), artista veneciano por entonces residente en Inglaterra. Poco después ella se retiró a Roma, donde trabó amistad, entre otros, con Goethe, quien dijo que ella trabajaba más duro y lograba más que ningún otro artista que él conociese, pero siempre impaciente, quería hacer más (Viaje italiano de Goethe, 1786-1788) y vivió durante 25 años, en gran parte, de su antiguo prestigio. 
En 1782 murió su padre y en 1795 su segundo marido. Siguió contribuyendo a la Academia de manera intermitente, exponiendo por última vez en 1797. Falleció en Roma el año 1807 y fue honrada con un espléndido funeral organizado por el escultor Canova. Toda la Accademia di San Luca, con eclesiásticos y virtuosos, la siguió la comitiva fúnebre hasta donde sería inhumada, la iglesia de Sant'Andrea delle Fratte, y, como en el sepelio de Rafael, dos de sus mejores pinturas fueron exhibidas en la procesión.

## Valoración y crítica
Angelica Kauffmann fue una artista extremadamente prolífica que consiguió en su época una enorme popularidad y fortuna. Los temas que abordó en sus cuadros son en su mayoría retratos, aunque también abundan los temas mitológicos y alegóricos, los históricos o los religiosos. 
En su tiempo, se llevaron a cabo multitud de reproducciones de su obra a través de grabados. Además, sus diseños se utilizaron en innumerables soportes decorativos como abanicos, mobiliario pintado, jarrones, juegos de té, cajas de madera, champaneras, así como porcelanas. 
Sus obras se conservan en algunas de las más relevantes pinacotecas del mundo como el Museo Metropolitano de Arte de Nueva York, el Museo del Prado de Madrid, la Tate Britain, la National Portrait Gallery y el Victoria and Albert Museum de Londres, la Royal Collection Trust (Buckingham Palace), la Gemäldegalerie Alte Meister de Dresde, la Galleria degli Uffizi en Florencia, la Accademia di San Luca en Roma, el Museo del Louvre, la Österreichische Galerie de Viena, la Klassik Stiftung en Weimar, el Nationalmuseum Stockholm, el Hermitage de San Petersburgo, el Puschkin-Museum en Moscú, el Museo Nacional de Varsovia, el Museum of Fine Arts de Houston, el Virginia Museum of Fine Arts de Richmond, el National Museum of Women in the Arts en Washington, D. C, el Denver Art Museum (Colorado) o el Art Institute de Chicago.
En la localidad austríaca de Schwarzenberg, de donde era oriunda su familia, se encuentra el Museo Angelika Kauffmann dedicado enteramente a su figura.
En 1911 podían verse habitaciones decoradas por su pincel en varias mansiones privadas. En Hampton Court había un retrato de la duquesa de Brunswick; en la National Portrait Gallery, un autorretrato en el Museo Thyssen de Madrid. Otros cuadros suyos se conservan en París, Dresde, en el Hermitage de San Petersburgo y en la Alte Pinakothek de Múnich. El cuadro de Múnich es otro Autorretrato; y hay un tercero en la Galería de los Uffizi en Florencia. Pero quizá sea conocida, sobre todo, por los numerosos grabados a partir de sus dibujos hechos por Schiavonetti, Bartolozzi y otros. Los de Bartolozzi especialmente aún encuentran un favor considerable entre los coleccionistas.
Charles Willson Peale (1741-1827), artista, patriota y fundador de una de las principales dinastías artísticas de los Estados Unidos, puso a sus hijos nombres de grandes artistas europeos, incluyendo a una hija, Angelica Kauffman Peale. Su vida fue escrita en 1810 por Giovanni de Rossi. La artista también sirvió como inspiración para una novela romántica de Leon de Wailly (1838) y basó la novela de la Sra. Richmond Ritchie en la revista The Cornhill Magazine en 1875 titulada Miss Angel.
En 2007, el correo austríaco emitió un sello postal coincidiendo con el 200 aniversario de su fallecimiento, ilustrado con su Selbstbildnis in Wäldertracht ('Autorretrato con traje típico de Vorarlberg') de 1781, que se encuentra actualmente en el Museo Provincial del Tirol (Tiroler Landesmuseum Ferdinandeum), en Innsbruck.
No debe ser confundida con la también pintora Angelika Kaufmann, que nació en 1935 en Carintia, Austria.

## Obras
- Ariadna abandonada por Teseo.
- Leonardo expirando en los brazos de Francisco I, 1778.
- Autorretrato con traje típico de Vorarlberg, 1781.
- La muerte de Alcestis, 1790
- Retrato de Sir Joshua Reynolds.
- Retrato de David Garrick, 1764.
- Autorretrato vacilando entre las artes de la música y la pintura, 1791.
- Anna Escher von Muralt, hacia 1800.[18]

## Exposiciones
- Retrospektive Angelika Kauffmann (270 works, c. 450 ill. ), Düsseldorf, Kunstmuseum (Nov. 15th 1998 - Jan. 24th 1999); München, Haus der Kunst (Febr. 5th - April 18th 1999); Chur, Bündner Kunstmuseum (May 8th - July 11th 1999).
- En 2023 su obra fue incluida en la exhibición "Maestras" en el Museo Nacional Thyssen Bornemisza que incluyó a más de un centenar de obras realizadas por artistas mujeres olvidadas en la historia del arte comisariada por Rocío de la Villa.[19]

## Algunas de sus obras

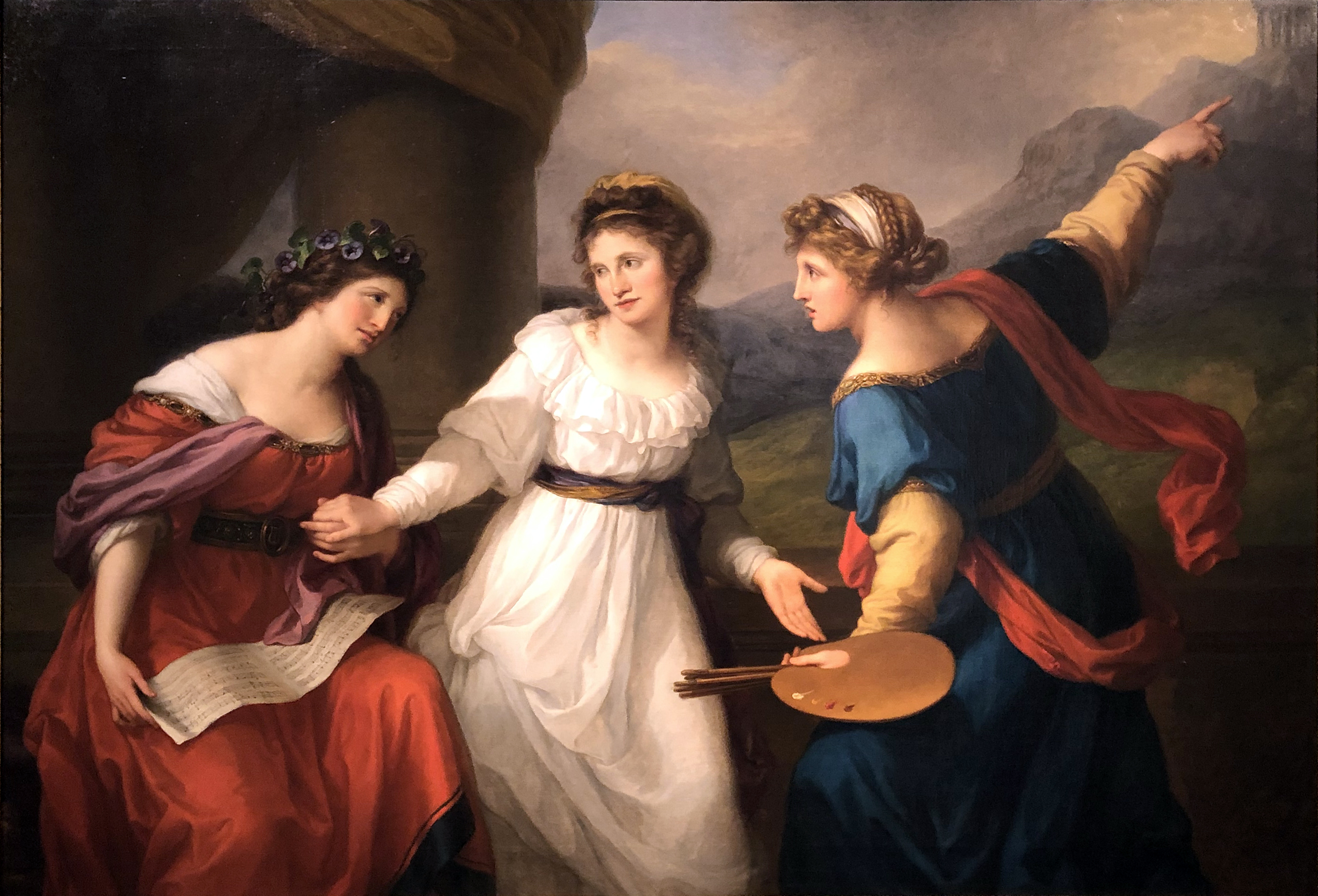
Autorretrato dudando entre las artes de la música y la pintura, 1791.
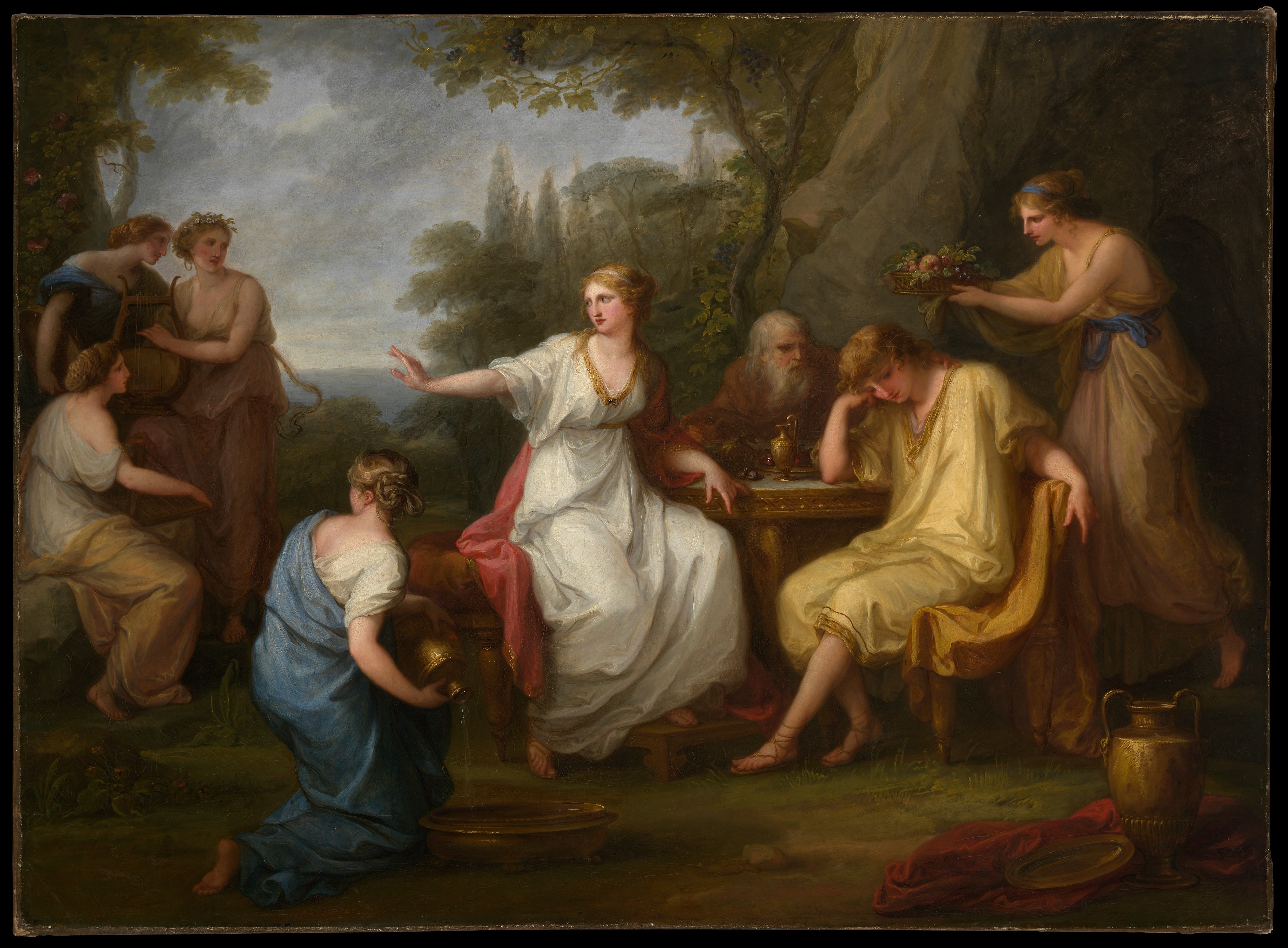
La tristeza de Telémaco, 1783.
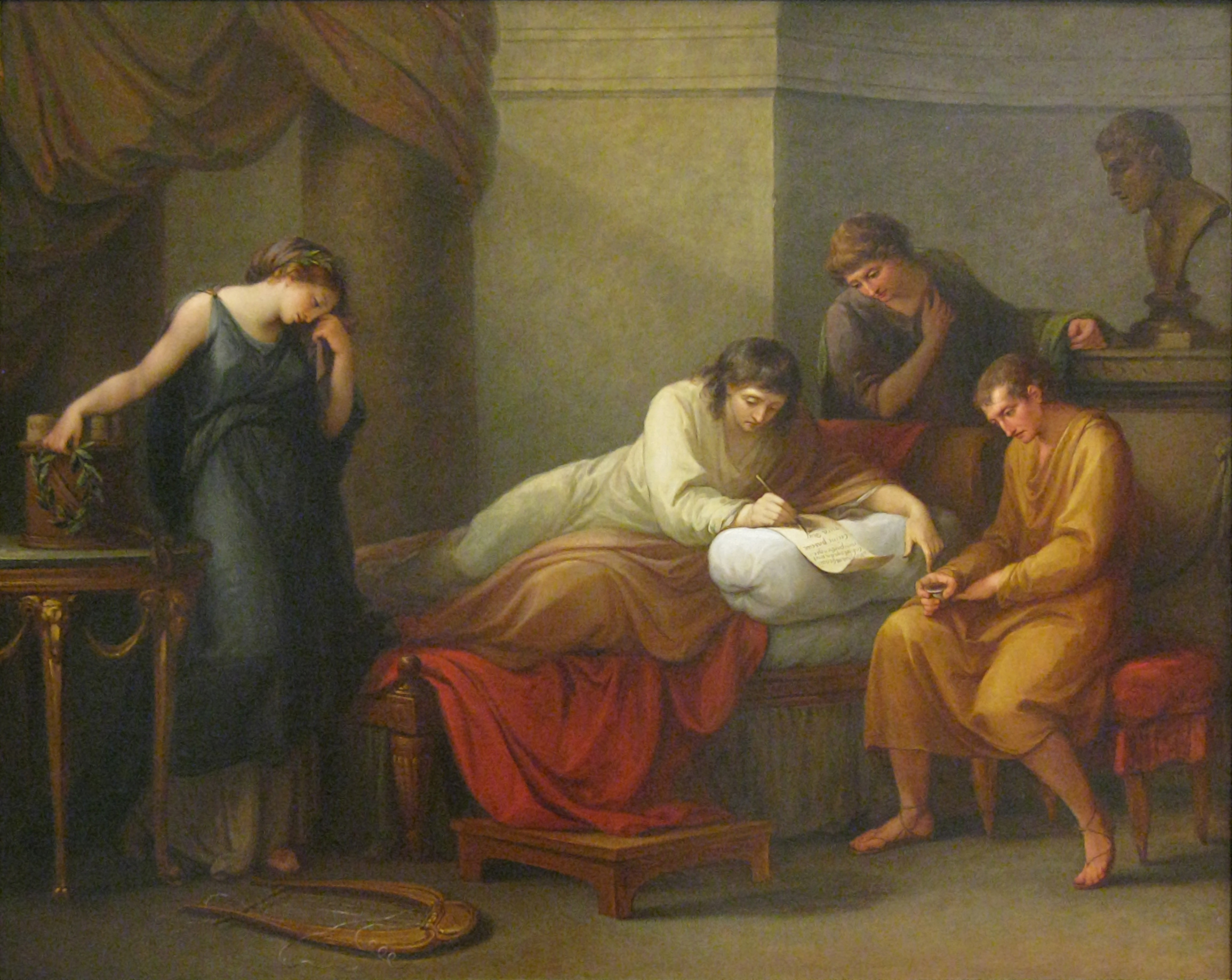
Virgilio escribiendo su epitafio en Brindisi, 1785.
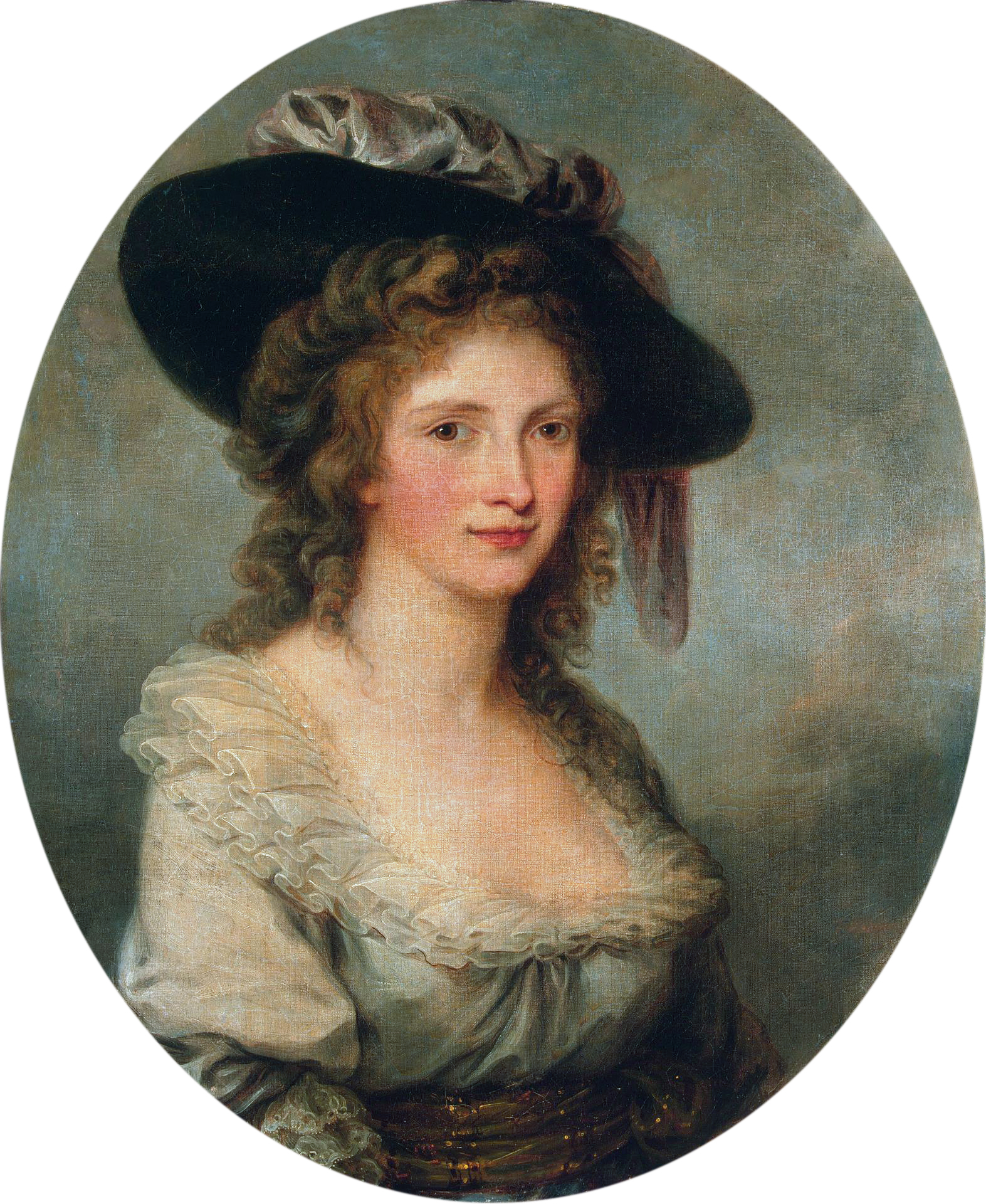
Autorretrato (1780-1785).
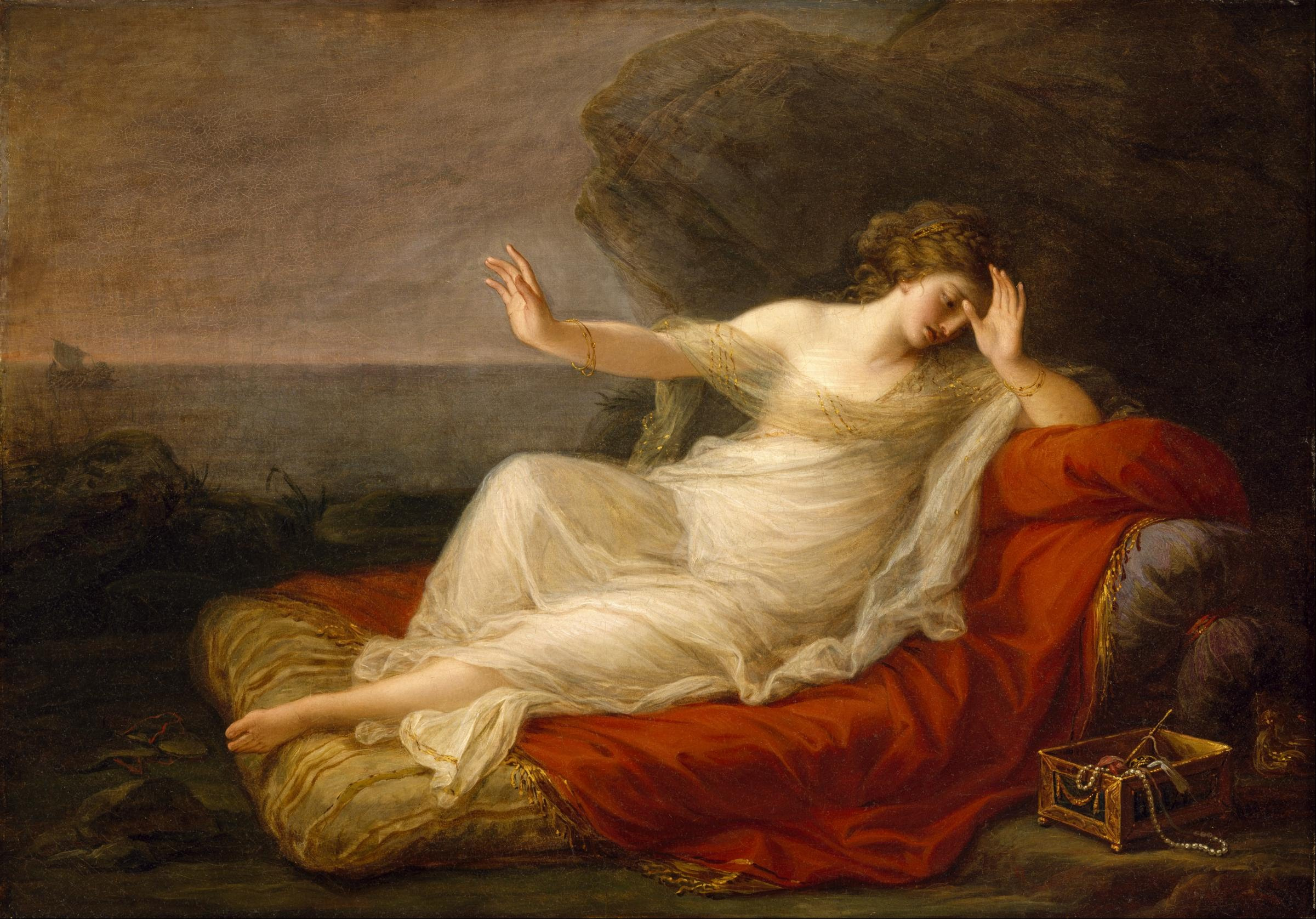
Ariadna abandonada por Teseo, 1774
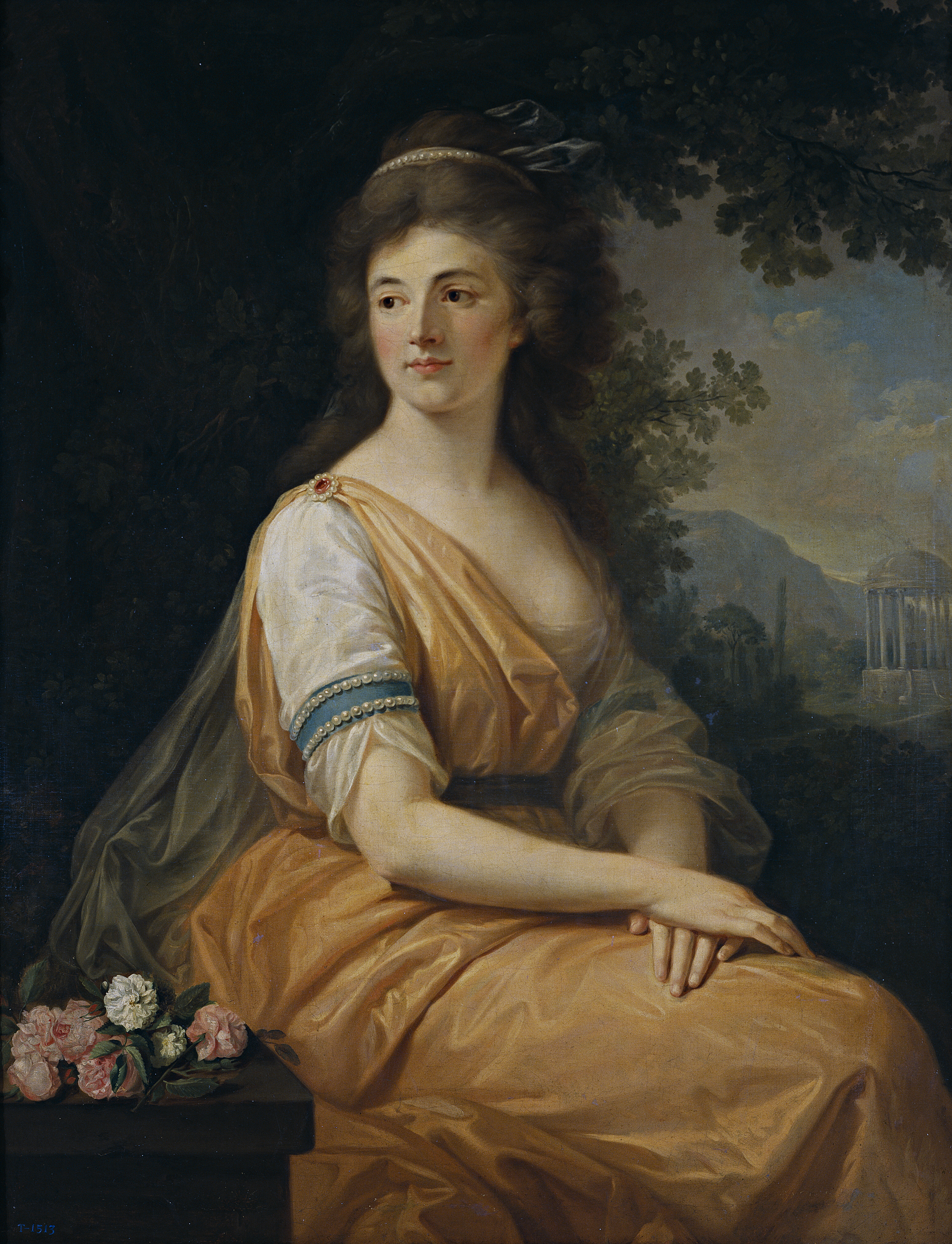
Anna Escher von Muralt, 1800.
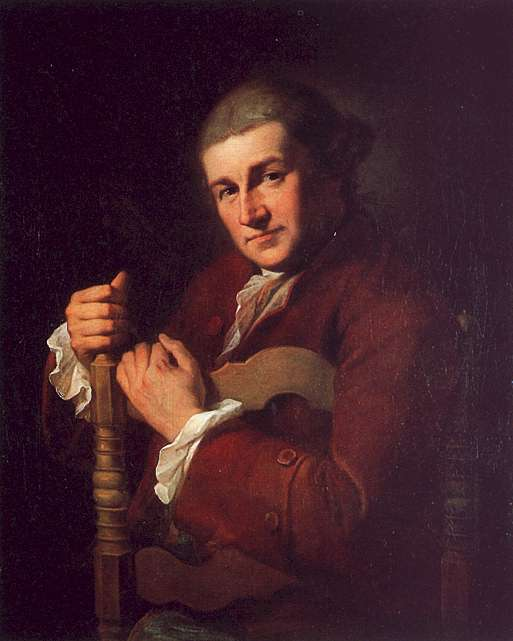
Retrato de David Garrick, 1764.
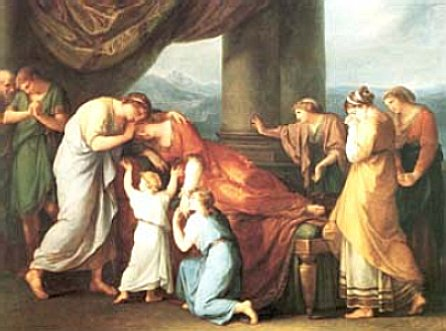
La muerte de Alcestis, 1790.
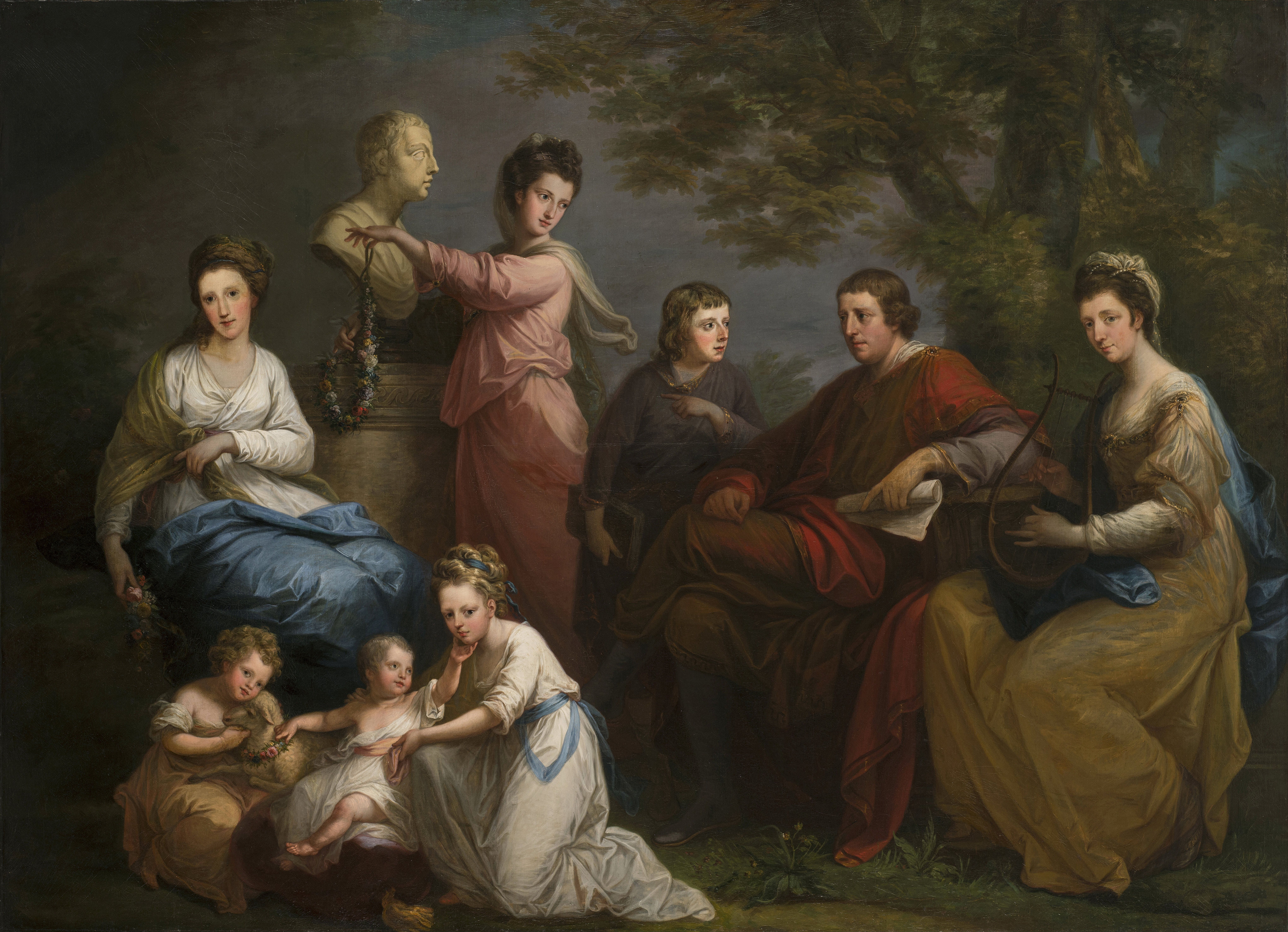
La familia del conde de Gower, 1772.